# Udin
L'udin és la llengua del poble udi o udin, derivada de l'antic llenguatge aghuà. Pertany al grup lesguià de llengües caucàsiques.
Existia com a llengua escrita (es va redescobrir el 1930), però va perdre l'escriptura pròpia al segle xiii. Posteriorment, l'udin ha emprat els alfabets àzeri, georgià, armeni i rus.
L'Udi està en perill d'extinció,classificat com a "greument en perill" pel Llibre Roig de Llengües Amenaçades de la UNESCO.